# Cecilio Cortinovis
Cecilio Cortinovis, dans le siècle Antonio Pietro (7 novembre 1885 - 10 avril 1984), est un religieux italien de l'Ordre des Frères mineurs capucins, connu pour avoir fondé l'Œuvre Saint François pour les pauvres à Milan. L'Église catholique, qui a entamé la cause pour sa béatification, l'a reconnu vénérable.

## Biographie
Antonio Pietro Cortinovis est né à Nespello, une frazione de Costa di Serina, septième de neuf enfants. Il grandit dans une famille profondément pieuse et estimée, son père ayant exercé la charge de maire. Manifestant son désir de devenir prêtre dès son plus jeune âge, il entre dès ses 14 ans dans le Tiers-Ordre franciscain. Le 29 juillet 1908, il revêtit l'habit des capucins et devint frère Cecilio. Après son noviciat, il est envoyé au couvent de Milan. Là, il aurait été miraculeusement guéri d'une grave méningite par l'intercession du bienheureux Innocent de Berzo. 
On confie à frère Cecilio les tâches les plus modestes : sacristain, portier du couvent ou encore quêteur. Rapidement, il devient célèbre par sa gentillesse et les petits conseils qu'il donne à tous ceux qu'il rencontre. En 1926, il participe activement à la réalisation de la construction du monument consacré à saint François d'Assise à Milan. 
Pendant la Seconde Guerre mondiale, Cecilio Cortinovis cache secrètement de nombreux juifs et opposants politiques dans son couvent, et porte activement son aide aux blessés et à ceux ayant tout perdu sous les bombardements. En 1959, avec l'encouragement de l'archevêque Montini, futur pape Paul VI, il fonde l'Œuvre de Saint François pour les Pauvres, qui vient en aide aux marginaux, aux pauvres et aux abandonnés de Milan. Son œuvre devint l'une des plus grandes actions sociales de la région, donnant plus de 2 500 repas par jour. En 1969, Cecilio fut décoré de la médaille de la commune de Milan.
À partir de 1979 commence pour lui une série de maladies qui le contraignent à abandonner nombre de ces activités. Dès lors, Cecilio vivra reculé dans son couvent, recevant de nombreuses visites de personnes en quête de conseils spirituels et de prières. On a rapporté de nombreux cas de grâces obtenues par son intercession. Il mourut à 98 ans, le 10 avril 1984 à Bergame.